# Prix de l'Union Européenne
Prix de l'Union Européenne var ett årligt travlopp för 5-10-åriga varmblod som kördes på Vincennesbanan i Paris varje år i början av mars som avslut på det franska vintermeetinget.
Det var ett Grupp 2-lopp, det vill säga ett lopp av näst högsta internationella klass. Loppet kördes över distansen 3000 meter. Förstapris var 72 000 euro.

## Vinnare
| År   | Häst              | Land      | Tid    | Kusk                 | Tränare              | Tvåa              | Trea             |
| ---- | ----------------- | --------- | ------ | -------------------- | -------------------- | ----------------- | ---------------- |
| 2016 | Ustinof du Vivier | Frankrike | 1'14"4 | Matthieu Abrivard    | Sébastien Guarato    | Scarlet Turgot    | Tom Rush         |
| 2015 | Akim du Cap Vert  | Frankrike | 1'14"1 | Franck Anne          | Franck Anne          | Chelsea Boko      | On Track Piraten |
| 2014 | Sanity            | Sverige   | 1'14"5 | Franck Ouvrie        | Malin Löfgren        | On Track Piraten  | Roi du Lupin     |
| 2013 | Quinoa du Gers    | Frankrike | 1'16"2 | Matthieu Abrivard    | Fabrice Souloy       | Sanity            | Up and Quick     |
| 2012 | Rapide Lebel      | Frankrike | 1'12"8 | Éric Raffin          | Sébastien Guarato    | Rodrigo Jet       | Perlando         |
| 2011 | Rapide Lebel      | Frankrike | 1'13"  | Éric Raffin          | Sébastien Guarato    | Private Love      | Commander Crowe  |
| 2010 | Nelumbo           | Frankrike | 1'13"  | Franck Blandin       | Franck Blandin       | Obélo Darche      | Orlando Sport    |
| 2009 | Monte Georgio     | Frankrike | 1'14"4 | Sébastien Ernault    | Pierre Levesque      | Olga du Biwetz    | Prodigious       |
| 2008 | Meaulnes du Corta | Frankrike | 1'13"3 | Pierre Levesque      | Pierre Levesque      | Kito du Vivier    | Opal Viking      |
| 2007 | Kazire de Guez    | Frankrike | 1'14"6 | Jean-Michel Bazire   | Jean-Michel Bazire   | Meaulnes du Corta | Nimrod Borealis  |
| 2006 | Kito du Vivier    | Frankrike | 1'14"5 | Joseph Verbeeck      | Franck Boismartel    | My Love Lady      | Lady d'Auvrecy   |
| 2005 | Ilster d'Espiens  | Frankrike | 1'16"6 | Jacques-Henri Treich | Jacques-Henri Treich | Lady d'Auvrecy    | Hilda Zonett     |
| 2004 | Général du Lupin  | Frankrike | 1'15"7 | Jean-Michel Bazire   | Jean-Paul Marmion    | Alesi OM          | Ilster d'Espiens |
| 2003 | Itou Jim          | Frankrike | 1'15"6 | Joseph Verbeeck      | Jean-Marie Monclin   | Gigant Neo        | Hamster Doré     |
| 2002 | Gébrazac          | Frankrike | 1'14"9 | Serge Peltier        | Serge Peltier        | Egon Lavec        | Grassano         |
| 2001 | Ipson de Mormal   | Frankrike | 1'14"5 | Ulf Nordin           | Ulf Nordin           | Grassano          | Farnèse          |
| 2000 | Remington Crown   | Sverige   | 1'14"6 | Jorma Kontio         | Jan Kruithof         | Fiesta d'Anjou    | Étonne Moi       |
| 1999 | Défi d'Aunou      | Frankrike | 1'16"5 | Jean-Pierre Dubois   | Jean-Étienne Dubois  | Extra de la Loge  | Louise Laukko    |
| 1998 | Capitole          | Frankrike | 1'15"3 | Michel Lenoir        | Michel Lenoir        | Echo              | Express Road     |
| 1997 | Capitole          | Frankrike | 1'17"  | Michel Lenoir        | Michel Lenoir        | Huxtable Hornline | Echo             |
| 1996 | Défi d'Aunou      | Frankrike | 1'17"  | Jean-Étienne Dubois  | Jean-Étienne Dubois  | Vourasie          | Dahir de Prélong |
| 1995 | Abo Volo          | Frankrike | 1'17"  | Paul Viel            | Paul Viel            | Brummell          | Upero            |
| 1994 | Taldon            | Frankrike | 1'18"7 | Jean-François Popot  | Jean-François Popot  | Abo Volo          | Lucky Tilly      |